# La Alhóndiga (Cuenca)

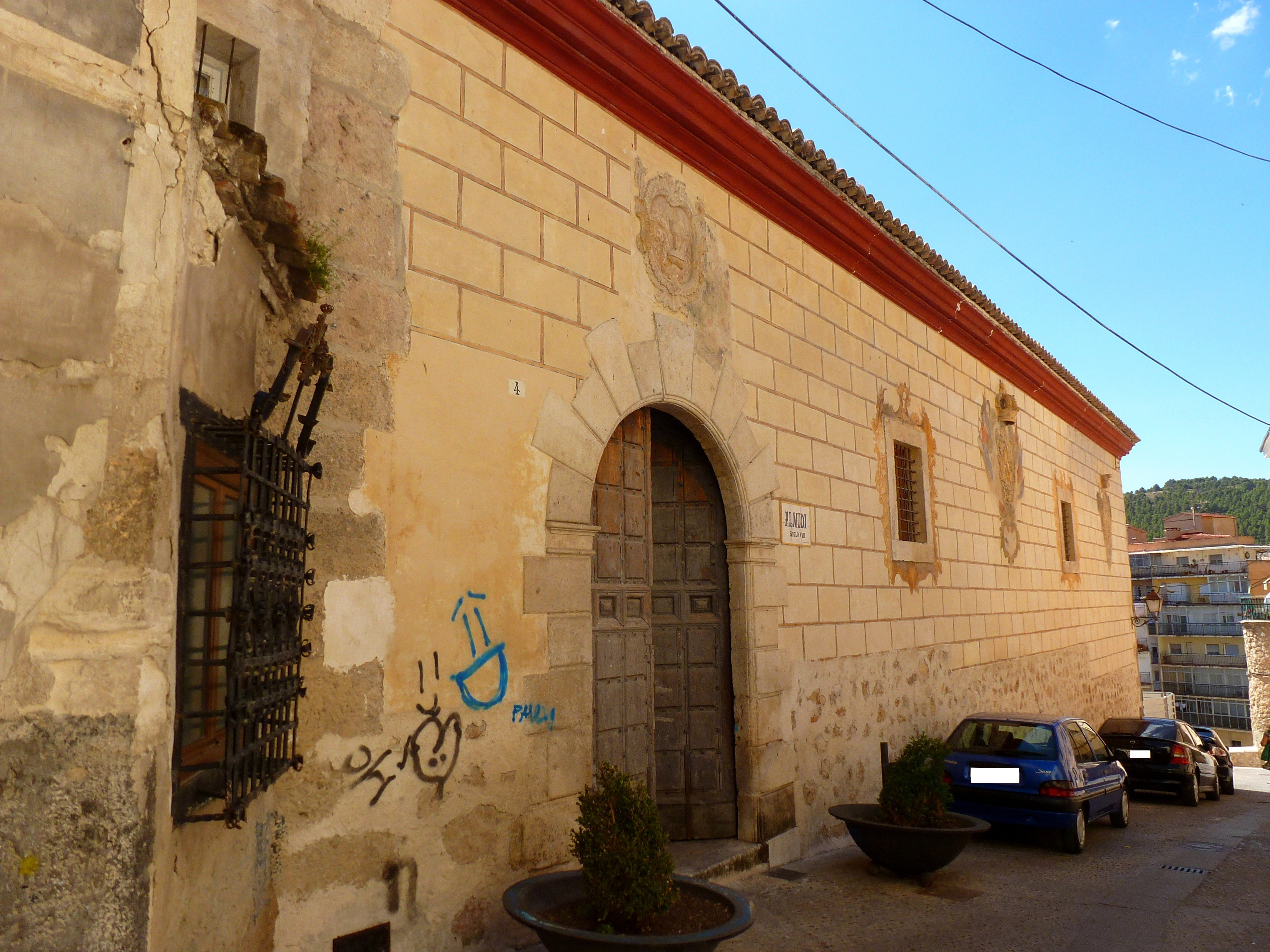

A principios del siglo XVI, la ciudad de Cuenca (España)  carecía de un «alhorí», también llamado Alhóndiga o Pósito; este término, que procede del árabe, es el más empleado en los documentos de ese siglo que se conservan en la ciudad en el siglo XVI. Para terminar con esta carencia, el Concejo acordó construir uno en el Campo de San Francisco, extramuros de la ciudad, no muy lejos de la Puerta de Valencia.
Cuando ese alhorí dejó de funcionar como tal, ya se había erigido en Cuenca otro edificio destinado al mismo fin. En efecto, en los últimos años del siglo XVI, el Ayuntamiento encargó al maestro de cantería don Pedro López de la Vaca, la construcción de un nuevo alhorí, que se alzó intramuros de la ciudad apoyado en la muralla, al lado de la Puerta del Postigo.

## Descripción
Este edificio, que fue remodelado en el siglo XVIII, es una de las estructuras más interesantes que tiene la ciudad, por lo raro de la misma. El nombre con el que se le conoce desde el siglo XVI, alhorí, indica que cumplió la función de silo para el grano; razón por la cual sus muros presentan un extraordinario grosor. La planta baja queda dividida en dos largas y estrechas naves, cerradas por una potente bóveda de medio cañón que arranca del suelo.
La planta superior, con tres pilares que cargan sobre el medianero de la baja, se muestra más ligera; lo que nos hace pensar que tal vez en el siglo XVIII, época a la que corresponde el aspecto actual del edificio, fue utilizada como depósito de otras mercadurías (distintas del cereal), que no necesitaban de tan fuertes muros ni de una nítica división de espacio. Se cubre con bóveda de lunetos. Los dos primeros tramos que tienen acceso directo desde la calle, debían de servir para funciones administrativas. La fachada presenta un despiece de sillares, pintados conforme a lo que es costumbre en Cuenca en el siglo XVIII. También tienen decoración pictórica las ventanas y los tres escudos que campean en la fachada. La puerta, de arco de medio punto y sillería almohadillada, está descentrada.
En 1906, el arquitecto Elicio González llevó a cabo unas obras para mejorar la subida del Postigo, que también afectaron a la fachada del Pósito. Desde tiempos recientes, el edificio ha venido siendo utilizado como Museo Arqueológico y Conservatorio de Música.